# ثيو جانسين
ثيو جانسين (بالهولندية: Theo Janssen)‏ (و. 1981  م) هو لاعب كرة قدم، من مملكة هولندا، ولد في أرنهيم، يلعب كلاعب وسط.

## مسيرته الكروية
لعب ثيو جانسين خلال مسيرته الاحترافية مع 4 أندية في ثمانية عشر موسمًا وسجل خلالها 52 هدفًا ضمن 373 مباراة. حيث فاز في موسم واحد بالكأس وفي ثلاثة مواسم بالدوري.
خاض ثيو جانسين مسيرته مع نادي فيتيسه آرنهم في موسم 1998–99 في المرة الأولى ليلعب معه عشرة مواسم ثم في موسم 2012–13 ولمدة موسمين، مشاركًا طوالها في 241 مباراة سجل خلالها 23 هدفًا. ثم انتقل إلى نادي تفينتي أنشخيدة في موسم 2008–09 واستمر معه طيلة ثلاثة مواسم، حيث شارك في 86 مباراة سجل خلالها 18 هدفًا. لينتقل بعدها إلى نادي أياكس أمستردام في موسم 2011–12 ولمدة موسمين، مشاركًا في 31 مباراة سجل خلالها 9 أهداف.

## روابط خارجية
- ثيو جانسين على موقع الاتحاد الدولي (مؤرشف)  (الإنجليزية)
- ثيو جانسين على موقع الاتحاد الأوربي (الإنجليزية)
- ثيو جانسين على موقع قاعدة بيانات كرة القدم.إي يو (الإنجليزية)
- ثيو جانسين على موقع ناشيونال فوتبول تيمز (الإنجليزية)
- ثيو جانسين على موقع Soccerway.com (الإنجليزية)
- ثيو جانسين على موقع عالم كرة القدم.نت (الإنجليزية)